# 傑梅內萊鄉
45°17′N 27°37′E / 45.283°N 27.617°E
傑梅內萊鄉（羅馬尼亞語：Comuna Gemenele, Brăila），是羅馬尼亞的鄉份，位於該國東南部，由布勒伊拉縣負責管轄，面積49平方公里，海拔高度16米，2007年人口1,848，人口密度每平方公里38人。